# Owen McCann
Owen McCann (né le 26 juin 1907 au Cap, en Afrique du Sud, et mort le 26 mars 1994 dans la même ville) est un cardinal sud-africain de l’Église catholique du XXe siècle, nommé par le pape Paul VI. Sa mère est originaire d’Irlande et son père d’Australie. Il est le premier cardinal catholique d’Afrique du Sud.

## Biographie
Owen McCann étudie au Cap et à Rome. Après son ordination à Rome, il fait du travail pastoral au Cap. Il est secrétaire du vicaire apostolique du Cap et curé de la cathédrale Sainte-Marie.
Il est nommé évêque titulaire de Stectorium (de) et vicaire apostolique du Cap en 1950, succédant à Franziskus Hennemann, gravement malade. Il est promu archevêque du Cap en 1954, lorsque le vicariat apostolique est érigé en archevêché. Owen McCann est président de la Conférence des évêques catholiques d’Afrique australe et fondateur d’un petit séminaire pour préparer les noirs au sacerdoce. Il assiste au concile Vatican II en 1962-1965.
Le pape Paul VI le crée cardinal au consistoire du 22 février 1965. Il participe aux deux conclaves d’août et d’octobre 1978, à l’issue desquels Jean-Paul Ier et Jean-Paul II sont élus. Owen McCann est connu comme un grand adversaire de l’apartheid.